# Wilsons Promontory
Il Wilsons Promontory, spesso chiamato semplicemente «The Prom» dai locali, è una penisola che si trova nello stato di Victoria, lungo la costa sud-orientale dell'Australia. È il punto più meridionale del continente australiano e ospita uno dei parchi nazionali più antichi in Australia.
Il promontorio è noto anche con il nome aborigeno di Yiruk o Wamoon, ma ricevette il suo nome attuale ai primi del XIX secolo: fu John Hunter, governatore del Nuovo Galles del Sud, a chiamarlo così, su suggerimento di Matthew Flinders e George Bass, in onore di Thomas Wilson. Wilson fu uno dei più importanti promotori dello studio della storia naturale del Nuovo Galles del Sud, nome con cui all'epoca era conosciuta l'intera Australia orientale, tra la fine del XVIII e l'inizio del XIX secolo.

## Storia
Prima dell'arrivo degli europei, il Wilsons Promontory era abitato dai popoli indigeni Gunai e Boonwurrung, che consideravano la regione un luogo spirituale e una fonte di cibo abbondante. Gli insediamenti aborigeni nella regione risalgono a migliaia di anni fa, e numerosi manufatti, incisioni rupestri e luoghi sacri testimoniano la lunga storia culturale della zona. L'era coloniale ha visto l'arrivo degli esploratori europei nel XVIII secolo. Nel XIX secolo, la penisola divenne un punto di riferimento per le baleniere e successivamente un sito per l'estrazione di carbone e oro. Tuttavia, queste attività ebbero un impatto ambientale limitato, e già nel 1898 l'area venne proclamata riserva naturale per la conservazione della flora e fauna native.

## Geografia
Il Wilsons Promontory è una penisola frastagliata che si estende per circa 50 chilometri nell'Oceano Australe. La sua costa è caratterizzata da scogliere imponenti, spiagge bianche e pulite, oltre a insenature e baie riparate. Al suo interno, il parco vanta una gamma di ecosistemi differenti, che vanno dalle fitte foreste di eucalipti alle distese di erbe alpine, fino alle zone umide e ai boschi litorali. Uno degli elementi distintivi del Wilsons Promontory è la sua varietà geografica. Le alture del Monte Oberon offrono viste panoramiche spettacolari sul parco e sul mare circostante, mentre il Tidal River è una delle aree più popolari per campeggiare e fare escursioni.

### Flora e fauna
Il parco è rinomato per la sua biodiversità. Grazie alla varietà degli habitat presenti, ospita un'ampia gamma di specie vegetali e animali. Tra la fauna più iconica del parco ci sono i canguri, i wallaby, i vombati, i koala e numerose specie di uccelli. È comune avvistare aquile codacuneata che sorvolano le colline, così come pinguini che nidificano lungo le coste. Anche la flora del Wilsons Promontory è di grande interesse. Le foreste di eucalipto dominano gran parte del paesaggio, ma ci sono anche estese aree di brughiera, paludi e foreste pluviali temperate. Alcune specie vegetali sono endemiche della regione, il che rende il parco un importante luogo di conservazione della biodiversità.

## Turismo

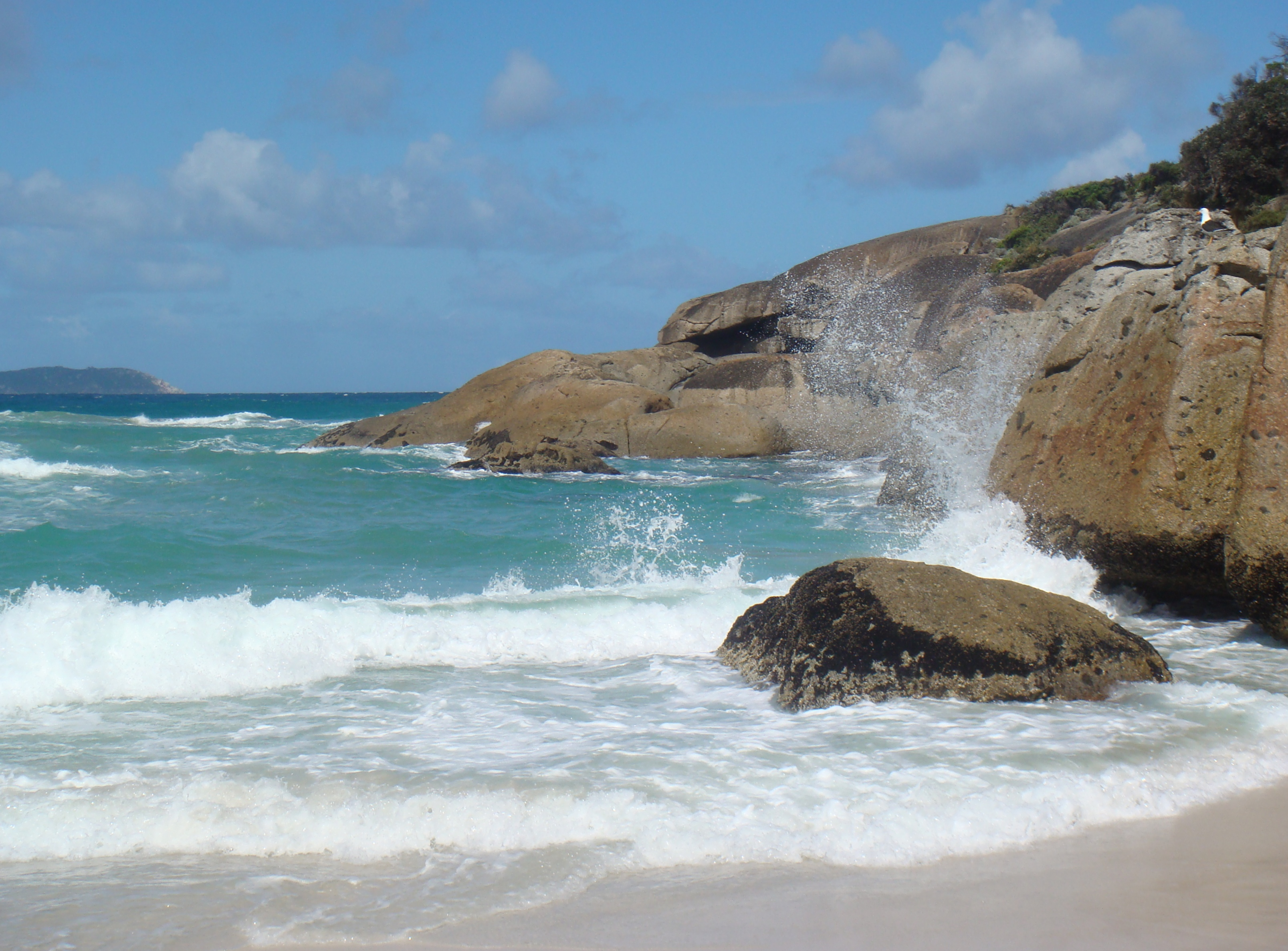
La Squeaky Beach.

Il Wilsons Promontory è una delle destinazioni più amate per il campeggio e l'escursionismo. Ci sono numerosi sentieri escursionistici che attraversano il parco, adatti a tutte le età e capacità. Uno dei percorsi più famosi è il Wilsons Promontory Circuit, un anello di circa 100 km che consente di esplorare la penisola in profondità. Oltre al trekking, molte persone vengono al «Prom» per godersi le spiagge incontaminate e le acque cristalline. Le attività acquatiche come il kayak, lo snorkeling e il nuoto sono molto popolari nelle baie riparate. La spiaggia di Squeaky Beach, con la sua sabbia bianca finissima che «squilla» sotto i piedi, è una delle attrazioni principali.

## Conservazione
Essendo una riserva naturale protetta, il Wilsons Promontory è gestito con estrema attenzione per preservare il suo ecosistema unico. Tuttavia, come molte altre aree naturali, anche il Promontory affronta diverse sfide. Gli incendi boschivi, ad esempio, sono un fenomeno comune in Australia e possono avere un impatto devastante sulla flora e fauna del parco. Nonostante ciò, molte specie native hanno sviluppato adattamenti straordinari per sopravvivere e prosperare in queste condizioni.
Anche il cambiamento climatico rappresenta una minaccia a lungo termine per la regione. L'innalzamento del livello del mare e l'aumento delle temperature potrebbero alterare gli ecosistemi costieri e mettere a rischio alcune delle specie endemiche del parco. Per affrontare queste sfide, sono in corso iniziative di conservazione, tra cui la reintroduzione di specie scomparse e programmi di monitoraggio della biodiversità.